# Trichosanthes truncata
Trichosanthes truncata là một loài thực vật có hoa trong họ Cucurbitaceae. Loài này được C.B. Clarke miêu tả khoa học đầu tiên năm 1879.